# Dienas Lapa (газета)
Dienas Lapa — щоденна газета, що видавалася в Ризі з ХІХ до кінця XX ст. Свого часу, одна з найпопулярніших щоденних газет латвійською мовою, що належала до Нової течії в пресі.
Газета видавалася з 1886 по 1905 роки, після перерви — в 1913—1914 і 1918 в Ризі (також у Петрограді в 1918 році). Засновником газети було Ризьке латвійське товариство допомоги ремісникам, члени якого були не такими багатими, як представники Ризької латвійської спілки, тому досить відкрито виступали проти її політики.
Під час революції 1905 року та після її придушення часопис виходив також під іншими назвами: «Jaunā Dienas Lapa» («Нова денна газета», 1905—1906), «Mūsu Laiki» («Наш час», 1906—1907), «Jaunā Dienas Lapa» («Нова денна газета», 1907), «Mūsu Dzīve» («Наше життя», 1907), «Baltija» («Балтика», 1907), «Rīgas Apskats» («Ризький огляд», 1907—1908), «Jaunā Dienas Lapa» («Нова денна газета», 1908—1918).

## Історія
Першим редактором газети був Фріціс Берґманіс, який висловлював ідеї корпоративного соціалізму. Ще в 1884 році він опублікував першу латиськомовну працю, присвячену проблемам робітничого класу («Робітник фабрики в ХІХ столітті»).
Згодом редактором газети став адвокат Петеріс Стучка. Найрадикальнішим періодом «Dienas Lapa» був той час, коли її редактором став юрист Яніс Пліекшанс. Ідеї соціалізму стали популярними серед представників «Нової течії» в 1892—1893 роках після поїздки редактора «Dienas Lapas» Райніса восени 1893 до Швейцарії, де він брав участь у 3-му Інтернаціональному конгресі. Там він зустрівся з Августом Бебелем, лідером німецьких соціал-демократів. Райніс нелегально ввіз до Латвії соціалістичну літературу.
За редакторства Райніса в газеті були опубліковані уривки з праць Карла Маркса. У редакції працювала поетеса Аспазія, яка критикувала застарілі погляди на роль жінки в суспільстві, і літературний критик Яніс Янсонс-Браунс. Янсонс-Браунс опублікував у «Dienas Lapu» свою доповідь «Думки про сучасну літературу», в якій різко критикував латвійських письменників і вказував, що їхнє завдання — показати проблеми суспільства, а не віддаватися світу почуттів людей, віддаляючись від справжнього життя.
З 1893 року газета «Dienas Lapa» стала ідейним центром «Нової течії». Саме в середині 1890-х років були здійснені спроби організувати робітничий рух під керівництвом представників «Нової течії».
У 1894—1897 рр. члени «Нової течії» продовжували критикувати націоналістів («Народний рух») і поширювати соціалістичні ідеї.
У жовтні 1896 року відбувся перший організований страйк робітників з представниками «Нової течії» на чолі (наприклад, Давідс Бунджа). Щоб припинити поширення соціалістичних ідей, царська влада посилила цензуру проти газети «Dienas Lapa», а в травні 1897 року провела обшуки та масові арешти членів руху Jaunā strāva. Було заарештовано 77 активістів, ще 10 змогли втекти.
Після репресій 1897—1899 років рух «Нова течія» фактично припинив існування, хоча його ідеї продовжували поширюватися через латиські соціалістичні видання в еміграції, зокрема у газеті «Auseklis» («Зоря»), а також у пом'якшеній формі — у деяких латвійських виданнях, таких як «Mājas Viesis» («Домашній гість») та «Dienas Lapa».
За редакторства Яніса Плієкшанса газета «Dienas Lapa» втратила понад 2000 передплатників, і Петеріс Стучка, який повернув собі пост редактора, змушений був утримувати газету за власний кошт.